# Phong Thạnh, Cà Mau
Phong Thạnh là một xã thuộc tỉnh Cà Mau, Việt Nam.

## Địa lý
Xã Phong Thạnh có vị trí địa lý:
- Phía đông giáp phường Giá Rai
- Phía tây giáp phường An Xuyên
- Phía nam giáp xã An Trạch và xã Định Thành
- Phía bắc giáp xã Phong Hiệp và xã Tân Lộc.

Xã Phong Thạnh có diện tích 142,96 km², dân số năm 2024 là 53.912 người, mật độ dân số đạt 377 người/km².

## Lịch sử
Ngày 20 tháng 9 năm 1975, Bộ Chính trị ban hành Nghị quyết số 245-NQ/TW về việc hợp nhất tỉnh Bạc Liêu, tỉnh Cà Mau và hai huyện An Biên, Vĩnh Thuận (ngoại trừ 2 xã Đông Yên và Tây Yên) của tỉnh Rạch Giá thành một tỉnh mới, tên gọi tỉnh mới cùng với nơi đặt tỉnh lỵ sẽ do địa phương đề nghị lên.
Ngày 20 tháng 12 năm 1975, Bộ Chính trị ban hành Nghị quyết số 19/NQ về việc hợp nhất tỉnh Bạc Liêu và tỉnh Cà Mau thành một tỉnh mới, tên gọi tỉnh mới cùng với nơi đặt tỉnh lỵ sẽ do địa phương đề nghị lên.
Ngày 24 tháng 2 năm 1976, Chính phủ Cách mạng Lâm thời Cộng hòa miền Nam Việt Nam ban hành Nghị định số 3/NQ/1976 về việc hợp nhất tỉnh Bạc Liêu và tỉnh Cà Mau thành một tỉnh mới, lấy tên là tỉnh Bạc Liêu – Cà Mau. Khi đó, xã Phong Thạnh Tây thuộc huyện Giá Rai, tỉnh Cà Mau – Bạc Liêu.
Ngày 10 tháng 3 năm 1976, Chính phủ ban hành Nghị quyết về việc thành lập tỉnh Minh Hải trên cơ sở đổi tên tỉnh Bạc Liêu – Cà Mau. Khi đó, xã Phong Thạnh Tây thuộc huyện Giá Rai, tỉnh Minh Hải.
Ngày 4 tháng 4 năm 1979, Hội đồng Chính phủ ban hành Quyết định số 142-CP về việc chia xã Phong Thạnh Tây cùng với ấp Khúc Tréo và ấp Nhân Dân của xã An Trạch cắt sang, thành 4 xã: Tân Hòa, Tân Hiệp, Tân Phong và Phong Thạnh Tây.
Ngày 25 tháng 7 năm 1979, Hội đồng Chính phủ ban hành Quyết định số 275-CP về việc chia xã Tân Thành thành 3 xã: Tân Thành, Tân Định và Tân Thạnh.
Ngày 30 tháng 8 năm 1983, Hội đồng Bộ trưởng ban hành Quyết định số 94-HĐBT về việc sáp nhập xã Tân Thạnh của huyện Cà Mau vào huyện Giá Rai.
Ngày 13 tháng 4 năm 1991, Ban Tổ chức – Cán bộ của Chính phủ ban hành Quyết định số 183/QĐ-TCCP về việc:
- Sáp nhập xã Tân Hiệp và xã Thạnh Bình vào xã Tân Phong.
- Sáp nhập xã Tân Hòa vào xã Phong Thạnh Tây.

Ngày 6 tháng 11 năm 1996, Quốc hội ban hành Nghị quyết về việc chia tỉnh Minh Hải thành tỉnh Bạc Liêu và tỉnh Cà Mau. Khi đó, xã Phong Thạnh Tây, xã Tân Phong, xã Tân Thạnh thuộc huyện Giá Rai, tỉnh Bạc Liêu.
Ngày 15 tháng 5 năm 2015, Ủy ban Thường vụ Quốc hội ban hành Nghị quyết số 930/NQ-UBTVQH13 về việc thành lập thị xã Giá Rai thuộc tỉnh Bạc Liêu. Xã Phong Thạnh Tây, xã Tân Phong, xã Tân Thạnh trực thuộc thị xã Giá Rai.
Tính đến ngày 31/12/2024:
- Xã Phong Thạnh Tây có 7 ấp: 1, 2, 3, 4, 5, 6, 7.
- Xã Tân Phong có 11 ấp: 1, 2, 3, 3B, 10, 10A, 10B, Khúc Tréo A, Khúc Tréo B, Nhàn Dân A, Nhàn Dân B.
- Xã Tân Thạnh có 5 ấp: 8, 9, Gò Muồng, Kinh Lớn, Xóm Mới.

Ngày 12 tháng 6 năm 2025, Quốc hội ban hành Nghị quyết số 202/2025/QH15 về việc sắp xếp đơn vị hành chính cấp tỉnh (nghị quyết có hiệu lực từ ngày 12 tháng 6 năm 2025). Theo đó, sáp nhập tỉnh Bạc Liêu vào tỉnh Cà Mau.
Ngày 16 tháng 6 năm 2025, Ủy ban Thường vụ Quốc hội ban hành Nghị quyết số 1655/NQ-UBTVQH15 về việc sắp xếp các đơn vị hành chính cấp xã của tỉnh Cà Mau năm 2025 (nghị quyết có hiệu lực từ ngày 1 tháng 7 năm 2025). Theo đó, thành lập xã Phong Thạnh thuộc tỉnh Cà Mau trên cơ sở toàn bộ 27,08 km² diện tích tự nhiên, quy mô dân số là 11.110 người của xã Tân Thạnh; toàn bộ 53,04 km² diện tích tự nhiên, quy mô dân số là 11.744 người của xã Phong Thạnh Tây và toàn bộ 62,84 km² diện tích tự nhiên, quy mô dân số là 31.058 người của xã Tân Phong thuộc thị xã Giá Rai, tỉnh Bạc Liêu.
Xã Phong Thạnh có 142,96 km² diện tích tự nhiên và quy mô dân số là 53.912 người.